# チャールズ・ゴードン (映画プロデューサー)
チャールズ・ゴードン（Charles Gordon、1947年5月13日 - 2020年10月31日）は、アメリカ合衆国の映画プロデューサー。

## 来歴
ミシシッピ州ベルゾーナ出身のユダヤ系アメリカ人。兄のローレンス・ゴードンと共に映画プロデューサーとして活動、『ダイ・ハード』、『ダイ・ハード2』、『フィールド・オブ・ドリームス』などの大ヒット作を世に送り出した。
2020年10月31日、がんのため、ロサンゼルスの医療センターで死去。73歳。

## 主なプロデュース作品
- クリープス Night of the Creeps (1986)
- ダイ・ハード Die Hard (1988) ※
- リバイアサン Leviathan (1989) ※
- フィールド・オブ・ドリームス Field of Dreams (1989)
- K-9/友情に輝く星 K-9 (1989)
- ロックアップ Lock Up (1989)
- ダイ・ハード2 Die Hard 2 (1990)
- ロケッティア The Rocketeer (1991)
- ニューヨークのいたずら The Super (1991)
- 不法侵入 Unlawful Entry (1992)
- ウォーターワールド Waterworld (1995)
- 遠い空の向こうに October Sky (1999)
- ガール・ネクスト・ドア The Girl Next Door (2004)
- ヒットマン Hitman (2007)
- ヒットマン:エージェント47 Hitman: Agent 47 (2015)

※は製作総指揮。